# Alexander Hill
Alexander Hill, né le 11 mars 1993 à Berri, est un rameur australien.

## Palmarès

### Jeux olympiques
| Discipline       | Rio de Janeiro 2016 Brésil | Tokyo 2020 Japon |
| ---------------- | -------------------------- | ---------------- |
| Quatre de pointe | Argent                     | Or               |

### Championnats du monde
| Discipline       | Aiguebelette 2015 France | Sarasota 2017 États-Unis | Plovdiv 2018 Bulgarie | Ottensheim 2019 Autriche |
| ---------------- | ------------------------ | ------------------------ | --------------------- | ------------------------ |
| Quatre de pointe | Argent                   | Or                       | Or                    | 6e                       |